# Autoroute A 186
Die Autoroute A 186, auch als Antenne de Montreuil bezeichnet, war eine 2,0 km lange, im Jahre 1974 fertiggestellte französische Autobahn und verband bei Paris die Stadt Montreuil über die Rue Pierre de Montreuil mit der Autobahn A 3 bei Romainville.
Ende Mai 2019 wurde die A 186 dauerhaft für den Verkehr gesperrt und anschließend mit ihrem Rückbau begonnen. Alle Brücken und Unterführungen der Strecke wurden vollständig abgerissen oder verfüllt. Bis 2023 entstand auf der Trasse eine zweispurige Stadtstraße mit niveaugleichen Kreuzungen. Durch die Rückbaumaßnahme wurde Platz für die Verlängerung der Straßenbahnlinie T1 von Noisy-le-Sec über Montreuil nach Val de Fontenay geschaffen.